# Distretto di Phon Phisai
Il distretto di Phon Phisai (in thailandese: โพนพิสัย) è un distretto (amphoe) della Thailandia, situato nella provincia di Nong Khai.